# Afrosataspes
Afrosataspes là một chi bướm đêm thuộc họ Sphingidae, chỉ gồm một loài Afrosataspes galleyi, được tìm thấy ở Cộng hòa Trung Phi và Cộng hòa Dân chủ Congo.